# Pohár UEFA 1974/1975
Sezóna 1974/75 Poháru UEFA byla 17. ročníkem tohoto poháru a zároveň čtvrtým pod tímto názvem. Vítězem se stal tým Borussia Mönchengladbach.

## První kolo
| Domácí v 1. zápase      | Celkem    | Hosté v 1. zápase          | 1. zápas | 2. zápas |
| ----------------------- | --------- | -------------------------- | -------- | -------- |
| Olympique Lyon          | 11–1      | FA Red Boys Differdange    | 7–0      | 4–1      |
| Valur                   | 1–2       | Portadown FC               | 0–0      | 1–2      |
| Derby County FC         | 6–2       | Servette FC                | 4–1      | 2–1      |
| Ipswich Town FC         | 3–3(v)    | FC Twente                  | 2–2      | 1–1      |
| Stoke City FC           | 1–1(v)    | AFC Ajax                   | 1–1      | 0–0      |
| RWD Molenbeek           | 5–2       | Dundee FC                  | 1–0      | 4–2      |
| Rosenborg BK            | 3–12      | Hibernian FC               | 2–3      | 1–9      |
| FC Porto                | 5–4       | Wolverhampton Wanderers FC | 4–1      | 1–3      |
| Etar                    | 0–3       | Internazionale             | 0–0      | 0–3      |
| Gornik Zabrze           | 2–5       | FK Partizan                | 2–2      | 0–3      |
| IK Start                | 1–7       | Djurgårdens IF             | 1–2      | 0–5      |
| Boluspor                | 0–4       | FC Dinamo București        | 0–1      | 0–3      |
| FK Spartak Moskva       | 3–3(v)    | Velež Mostar               | 3–1      | 0–2      |
| Beşiktaş JK             | 2–3       | Steagul Roşu Braşov        | 2–0      | 0–3      |
| FC Wacker Innsbruck     | 2–4       | Borussia Mönchengladbach   | 2–1      | 0–3      |
| SK Sturm Graz           | 2–2(v)    | Royal Antwerp FC           | 2–1      | 0–1      |
| Randers Freja           | 1–1       | Dynamo Drážďany (v)        | 1–1      | 0–0      |
| Hamburger SV            | 4–0       | Bohemian FC                | 3–0      | 1–0      |
| SK Rapid Wien           | 3–2       | Aris Soluň                 | 3–1      | 0–1      |
| Real Sociedad           | 0–5       | Baník Ostrava              | 0–1      | 0–4      |
| Lokomotiv Plovdiv       | 4–4(pen.) | Raba ETO Győr              | 3–1      | 1–3      |
| Östers IF               | 4–4(v)    | FK Dynamo Moskva           | 3–2      | 1–2      |
| FC Nantes Atlantique    | 3–2       | Legia Warszawa             | 2–2      | 1–0      |
| SSC Neapol              | 3–1       | Videoton FC                | 2–0      | 1–1      |
| Vorwärts Frankfurt      | 2–4       | Juventus FC                | 2–1      | 0–3      |
| Grasshopper Club Zürich | 3–2       | Panathinaikos FC           | 2–0      | 1–2      |
| Turín FC                | 2–4       | Fortuna Düsseldorf         | 1–1      | 1–3      |
| 1. FC Köln              | 9–2       | KPV                        | 5–1      | 4–1      |
| FC Amsterdam            | 12–0      | Hibernians FC              | 5–0      | 7–0      |
| KB Kodaň                | 3–6       | Atlético Madrid            | 3–2      | 0–4      |
| Vitória FC              | 1–5       | Real Zaragoza              | 1–1      | 0–4      |
| Dukla Praha             | (kont.)   | Pezoporikos Larnaka        |          |          |

## Druhé kolo
| Domácí v 1. zápase       | Celkem    | Hosté v 1. zápase   | 1. zápas | 2. zápas    |
| ------------------------ | --------- | ------------------- | -------- | ----------- |
| Derby County FC          | (pen.)4–4 | Atlético Madrid     | 2–2      | 2–2         |
| Hibernian FC             | 2–8       | Juventus FC         | 2–4      | 0–4         |
| FK Partizan              | 6–1       | Portadown FC        | 5–0      | 1–1         |
| FC Nantes Atlantique     | 1–2       | Baník Ostrava       | 1–0      | 0–2(prodl.) |
| FC Dinamo București      | 3–4       | 1. FC Köln          | 1–1      | 2–3         |
| Raba ETO Győr            | 2–3       | Fortuna Düsseldorf  | 2–0      | 0–3         |
| SK Rapid Wien            | 1–2       | Velež Mostar        | 1–1      | 0–1         |
| Dynamo Drážďany          | (pen.)1–1 | FK Dynamo Moskva    | 1–0      | 0–1         |
| Grasshopper Club Zürich  | 2–6       | Real Zaragoza       | 2–1      | 0–5         |
| Borussia Mönchengladbach | 6–2       | Olympique Lyon      | 1–0      | 5–2         |
| Hamburger SV             | 10–1      | Steagul Roşu Braşov | 8–0      | 2–1         |
| FC Twente                | 3–1       | RWD Molenbeek       | 2–1      | 1–0         |
| Djurgårdens IF           | 1–5       | Dukla Praha         | 0–2      | 1–3         |
| Internazionale           | 1–2       | FC Amsterdam        | 1–2      | 0–0         |
| SSC Neapol               | 2–0       | FC Porto            | 1–0      | 1–0         |
| AFC Ajax                 | (v)2–2    | Royal Antwerp FC    | 1–0      | 1–2         |

## Třetí kolo
| Domácí v 1. zápase       | Celkem | Hosté v 1. zápase  | 1. zápas | 2. zápas |
| ------------------------ | ------ | ------------------ | -------- | -------- |
| SSC Neapol               | 1–3    | Baník Ostrava      | 0–2      | 1–1      |
| Hamburger SV             | 6–3    | Dynamo Drážďany    | 4–1      | 2–2      |
| Dukla Praha              | 3–6    | FC Twente          | 3–1      | 0–5      |
| FK Partizan              | 2–5    | 1. FC Köln         | 1–0      | 1–5      |
| Borussia Mönchengladbach | 9–2    | Real Zaragoza      | 5–0      | 4–2      |
| FC Amsterdam             | 5–1    | Fortuna Düsseldorf | 3–0      | 2–1      |
| Juventus FC              | (v)2–2 | AFC Ajax           | 1–0      | 1–2      |
| Derby County FC          | 4–5    | Velež Mostar       | 3–1      | 1–4      |

## Čtvrtfinále
| Domácí v 1. zápase | Celkem | Hosté v 1. zápase        | 1. zápas | 2. zápas |
| ------------------ | ------ | ------------------------ | -------- | -------- |
| Juventus FC        | 2–0    | Hamburger SV             | 2–0      | 0–0      |
| 1. FC Köln         | 8–3    | FC Amsterdam             | 5–1      | 3–2      |
| Velež Mostar       | 1–2    | FC Twente                | 1–0      | 0–2      |
| Baník Ostrava      | 1–4    | Borussia Mönchengladbach | 0–1      | 1–3      |

## Semifinále
| Domácí v 1. zápase | Celkem | Hosté v 1. zápase        | 1. zápas | 2. zápas |
| ------------------ | ------ | ------------------------ | -------- | -------- |
| FC Twente          | 4–1    | Juventus FC              | 3–1      | 1–0      |
| 1. FC Köln         | 1–4    | Borussia Mönchengladbach | 1–3      | 0–1      |

## Finále
| Domácí v 1. zápase       | Celkem | Hosté v 1. zápase | 1. zápas | 2. zápas |
| ------------------------ | ------ | ----------------- | -------- | -------- |
| Borussia Mönchengladbach | 5–1    | FC Twente         | 0–0      | 5–1      |

## Vítěz
| Pohár UEFA 1974/75 Borussia Mönchengladbach Wolfgang Kleff, Hans-Jürgen Wittkamp, Uli Stielike, Berti Vogts, Ulrich Surau, Rainer Bonhof, Herbert Wimmer, Dietmar Danner, Christian Kulik, Allan Simonsen, Henning Jensen, Karl Del'Haye, Frank Schäffer Trenér: Hennes Weisweiler |